# Râul Deșag
Râul Deșag este un curs de apă, afluent al râului Târnava Mare în județul Harghita.  

## Hărți
- Harta județului Harghita
- Harta munții Harghitei  Arhivat în 20 iulie 2008, la Wayback Machine.